# Okáč prosíčkový
Okáč prosíčkový (Aphantopus hyperantus) je zástupcem jednoho z nejpočetnějších druhů čeledi babočkovitých (podčeledi okáčů) na českém území a zároveň jedním z nejrozšířenějších denních motýlů České republiky. Jedná se o středně velkého motýla, který je charakteristický pěti výraznými oky na rubové straně spodních křídel, a to u samců i u samic.

## Výskyt
Okáč prosíčkový je hojně rozšířen v palearktickém areálu, od Britských ostrovů přes Evropu až po východní Asii. Jeho přirozeným biotopem jsou louky všech možných typů – zarůstající, křovinaté i podmáčené, zároveň ho najdeme na okrajích lesů či na lesních pasekách.

## Chování a vývoj

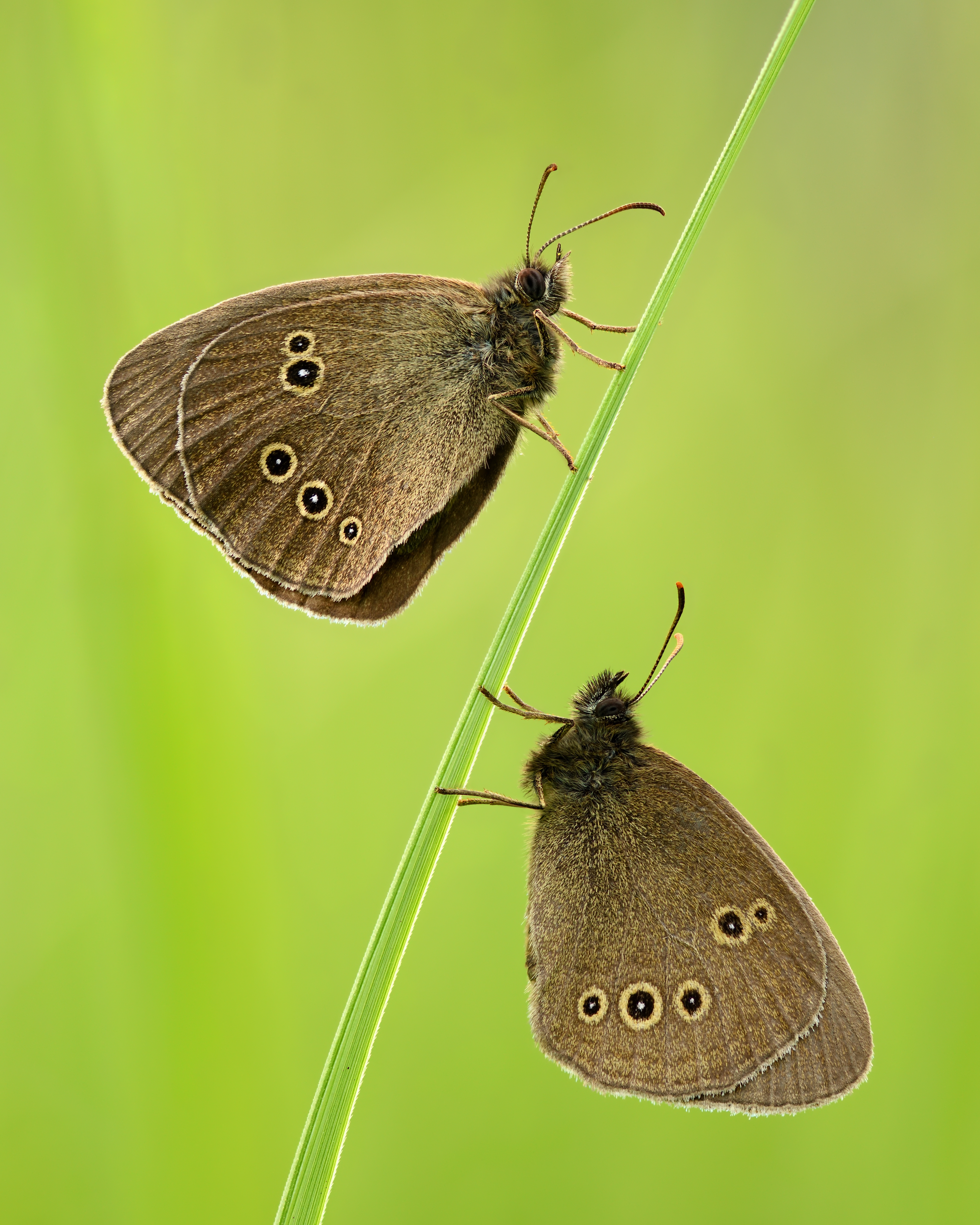

Živnou rostlinou okáče prosíčkového jsou různé druhy trav, například sveřep vzpřímený, kostřava červená, válečka prapořitá, lipnice luční, bezkolenec modrý, metlice trsnatá, medyněk měkký, ovsík vyvýšený a bojínek luční.
Motýl je jednogenerační, samice se páří jen jednou, přičemž se samice vystavují samcům na stéblech trávy a tito je aktivně vyhledávají tzv. „patrolovacím“ letem.
Vajíčka jsou kladena jednotlivě do trsů trav. Larvy žijí samostatně, krmí se převážně v noci a rostou poměrně pomalu. Kuklí se na stejném místě do kokonu z hedvábných vláken.

## Ochrana a ohrožení
V České republice je velmi rozšířený a hojný, s výjimkou nejvyšších hor. Nepatří mezi ohrožené druhy.

## Galerie

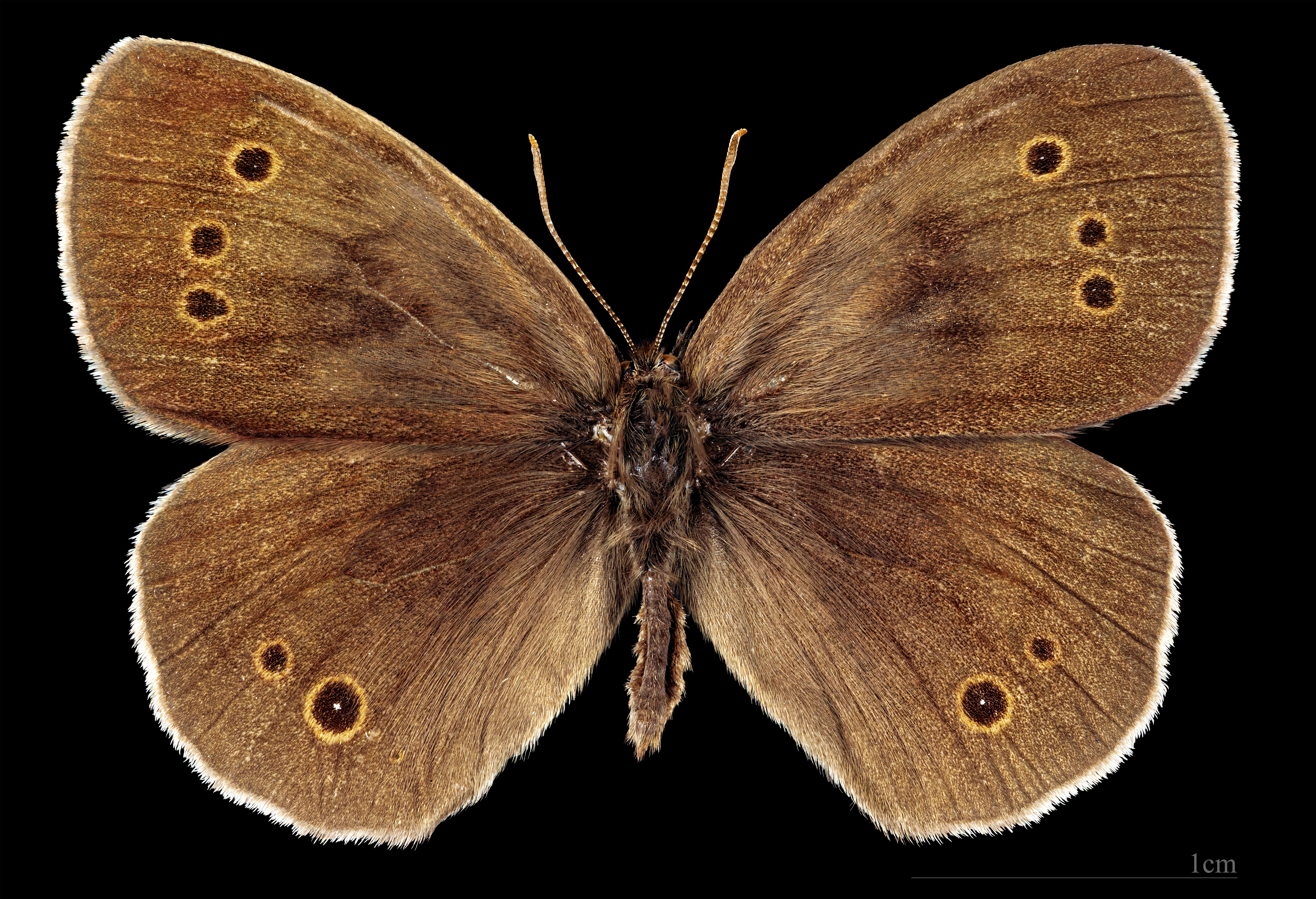
♂
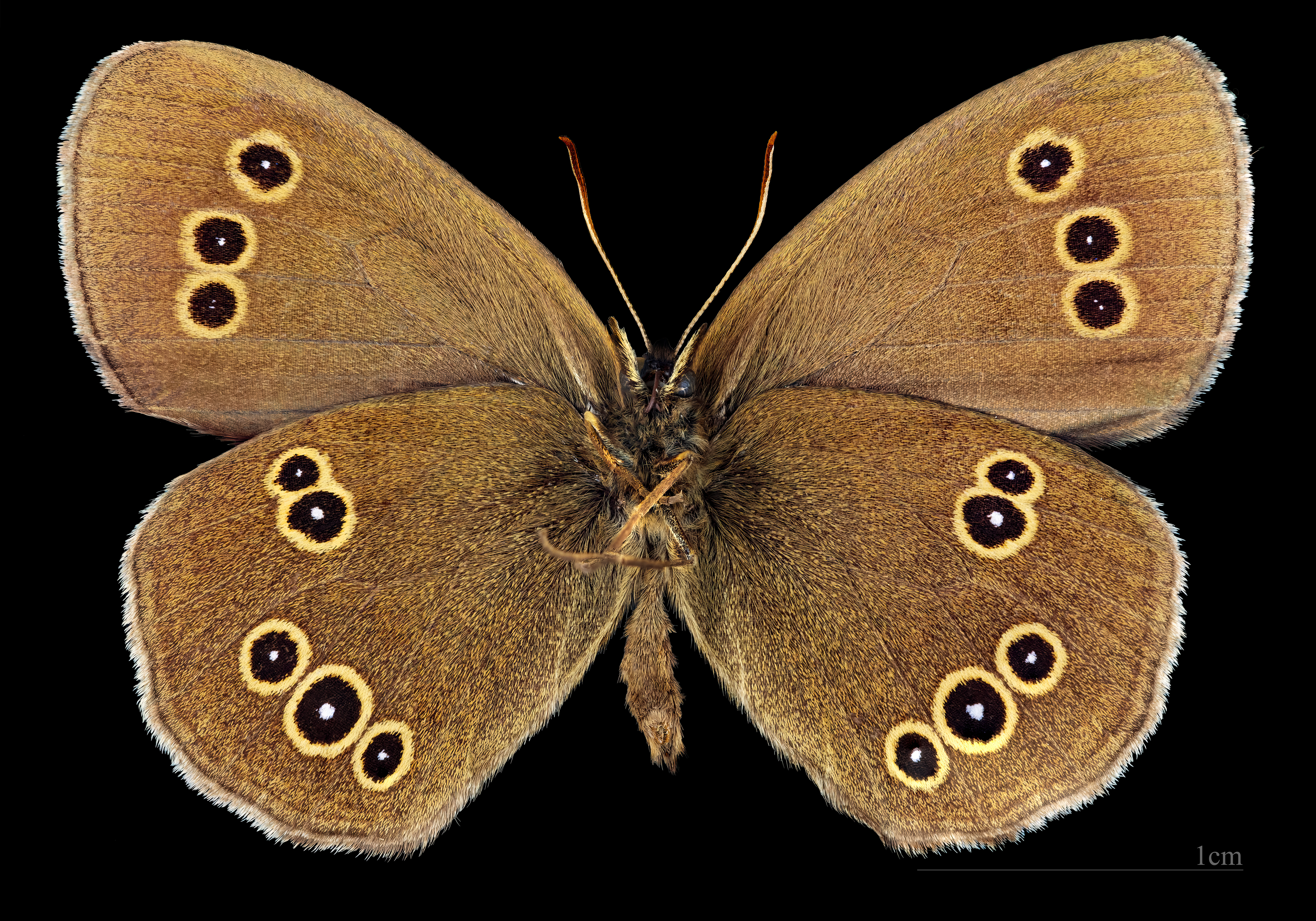
♂ △

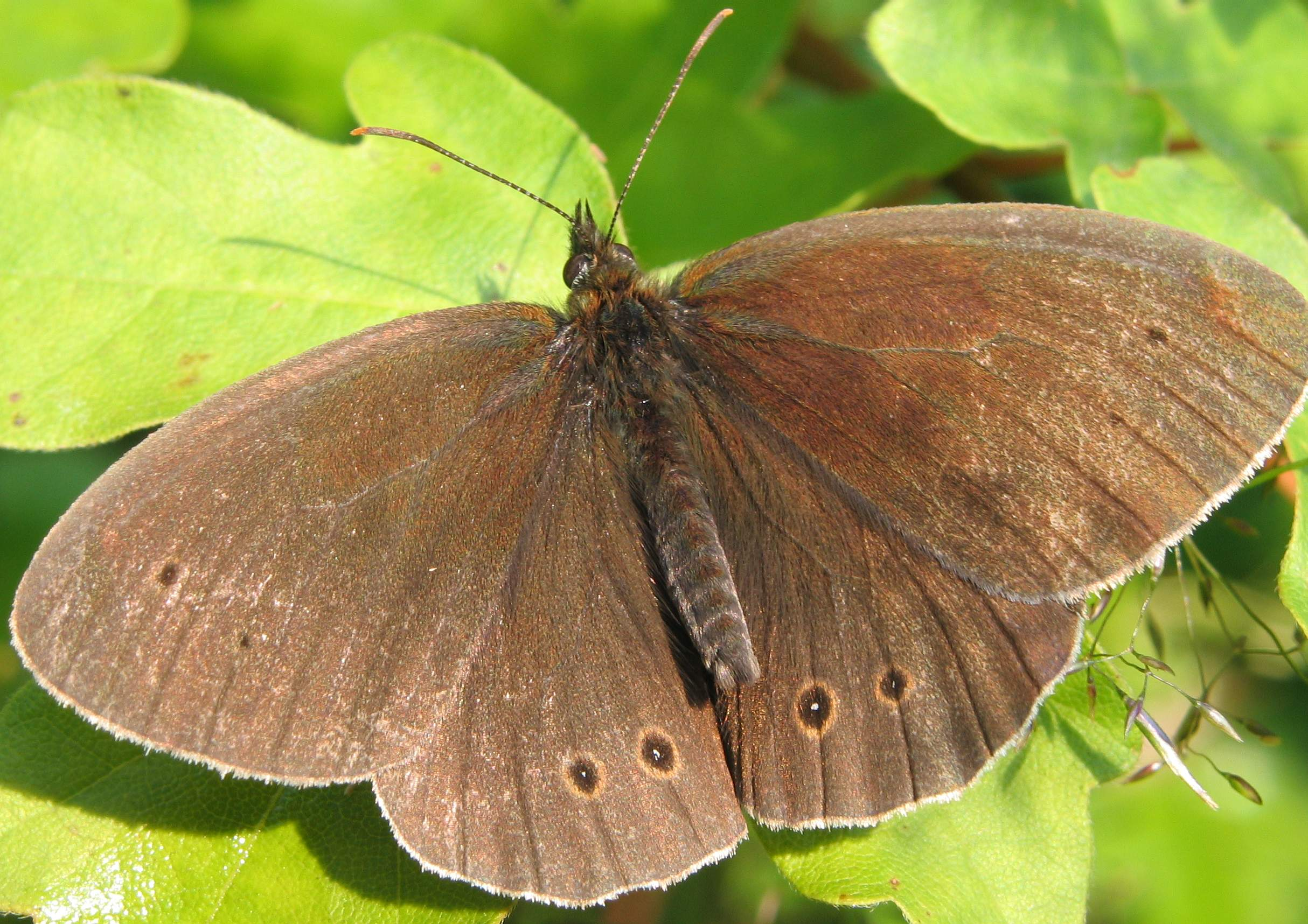
Samec, severní Německo
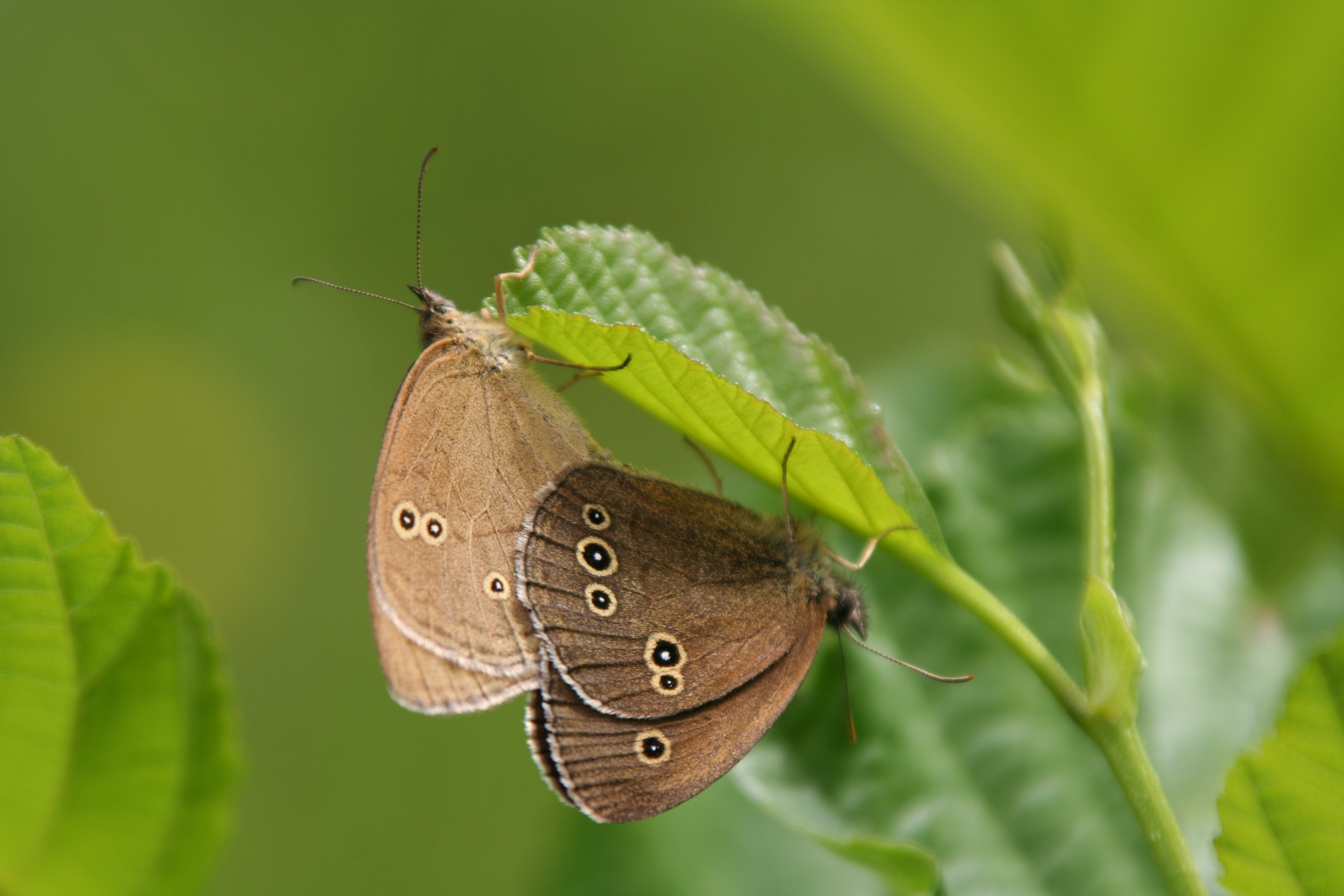
Kopulace
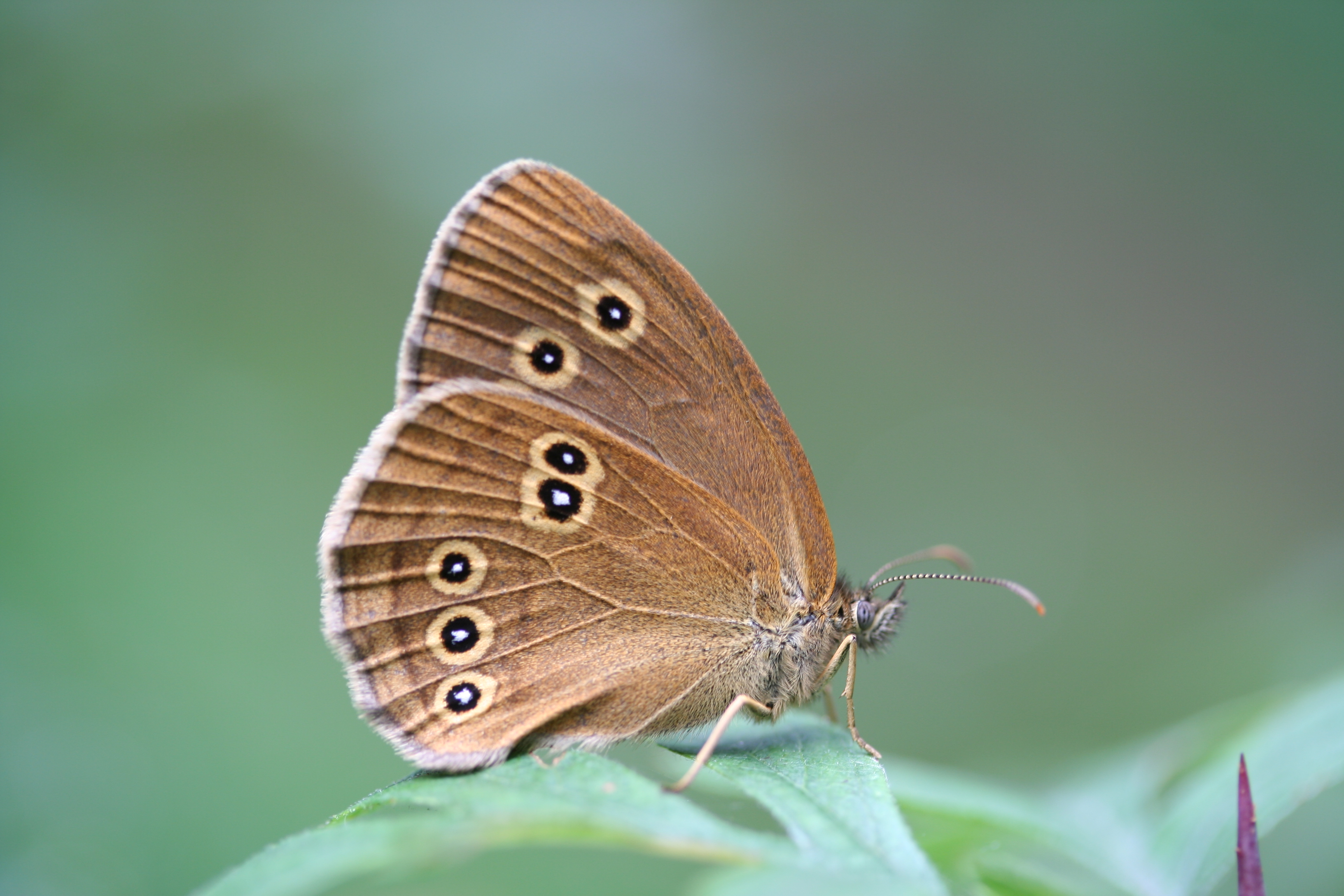
Okáč prosíčkový, Nizozemsko